# Rote Trotte (Wettingen)

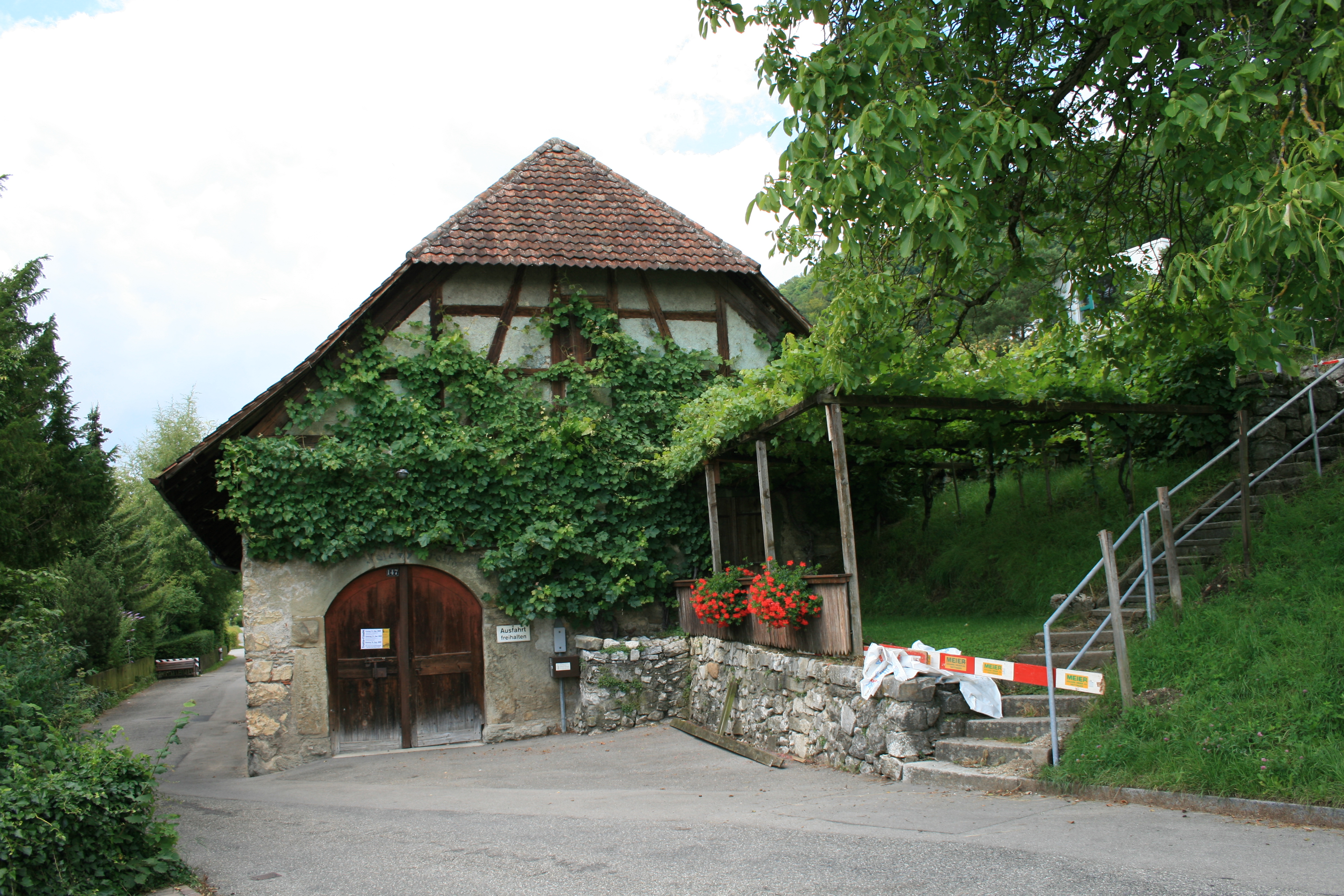
Die Rote Trotte

Die Rote Trotte ist die einzige noch als Kelter genutzte Trotte der acht ehemaligen Trotten in der Schweizer Gemeinde Wettingen.

## Rebbau in Wettingen
Vermutlich ist der Rebbau mit den Mönchen des Klosters nach Wettingen gekommen. Urkundlich nachgewiesen ist er seit dem 15. Jahrhundert, als das Kloster Rebberge an der Lägern an Wettinger Bauern und Badener Bürger verlieh. Das Recht Wein zu keltern lag ausschliesslich beim Kloster und so war dieses auch im Besitz der zunächst sieben Trotten, zu denen 1770 eine weitere, private Mosttrotte kam. Unter diesen Trotten ist die Rote Trotte die einzige, die bis heute ihrem ursprünglichen Zweck dient sowie eine von drei, die noch erhalten ist. (Die anderen beiden sind die Neutrotte und die Trotte im Langhaus des Klosters Wettingen.)

## Geschichte der Trotte
In welchem Jahr die Rote Trotte errichtet wurde, ist unbekannt. Urkundlich belegt ist sie erstmals 1504. Erste Angaben über die Trotte weisen jedoch darauf hin, dass sie bereits im Jahre 1428 durch den Abt Johannes Schwarzmurer errichtet wurde. Gestützt wird diese Angabe auch dadurch, dass das Wappen des Abtes rechts über dem Osteingang eingemauert ist. Im Jahre 1555 wurde die Trotte abgerissen und an ihrer Stelle von Hans Murer und Hans Ulrich Summerer ein Neubau errichtet. Im Zuge der Aufhebung des Klosters Wettingen im Jahre 1841 ging die Rote Trotte in den Besitz des Kantons Aargau über. Der Kanton versteigerte die Trotte 1859. Seither ist sie in Privatbesitz und untersteht seit 1972 dem Denkmalschutz.

## Name
Der Name der Trotte leitet sich höchstwahrscheinlich davon ab, dass in ihr anfangs nur rote Trauben gepresst wurden.